# Спор око Суторине
Спор око Суторине је погранични спор између Босне и Херцеговине и Црне Горе у погледу суверенитета над Суторином. Од Берлинског конгреса 1878. до 1947. послије Другог свјетског рата, подручје Суторине било је дио Босне и Херцеговине под Аустроугарском и Краљевином Југославијом, али је постала дио Народне Републике Црне Горе за вријеме Федеративна Народне Републике Југославије. Након распада Југославије, територија је била под контролом Црне Горе, али су поједини бошњачки званичници тврдили да је предаја територије била нелегална, оспоравајући црногорски суверенитет над њом. Двије земље су 2015. постигле споразум којим је потврђен суверенитет Црне Горе над том територијом.

## Историја
Рт Кобила био је граница између Суторине и Превлаке (Конавле) под контролом Дубровачке републике од 1699. године.
Овај излаз на море био је предмет два међународна споразума: Карловачки мир 1699. додијелио је то подручје (као и Неум) османском Босанском вилајету (кордон Дубровачке републике од Млетачке републике), аранжман који је касније потврдио Берлински конгрес 1878, када је територија постала дио Босне и Херцеговине под аустроугарском управом. Послије Првог свјетског рата, постала је дио Мостарске области Краљевине Срба, Хрвата и Словенаца, а касније Требињског среза Зетске бановине у Краљевини Југославији. Пошто је Херцег Нови много ближи од Требиња, људи су још у то вријеме „молили да се та незгода исправи”.
Послије Другог свјетског рата, када су власти Југославије 1947. одлучивале о унутрашњим границама конститутивних република, Суторина је постала дио Црна Горе. Према извјештају, до тога је дошло због договора о размјени земљишта између локалних политичара — Авде Хуме и Ђуре Пуцара испред Босне и Херцеговине на једној страни и Блаже Јовановића испред Црне Горе на другој страни — који су склопили споразум уз дозволу Јосипа Броза Тита и Владимира Бакарића. Представници Босне и Херцеговине уступили су територију у околини Суторине, Игала и Њивица, док је представник Црне Горе заузврат уступио подручје источне од ријеке Сутјеске, укључујући села Крушево и Вучево на планини Маглић.